# Akure North
Akure North è una  delle diciotto aree a governo locale (local government areas) in cui è suddiviso lo stato di Ondo, in Nigeria. Estesa su una superficie di 660 chilometri quadrati, conta una popolazione di 131.587 abitanti.